# George Hearst

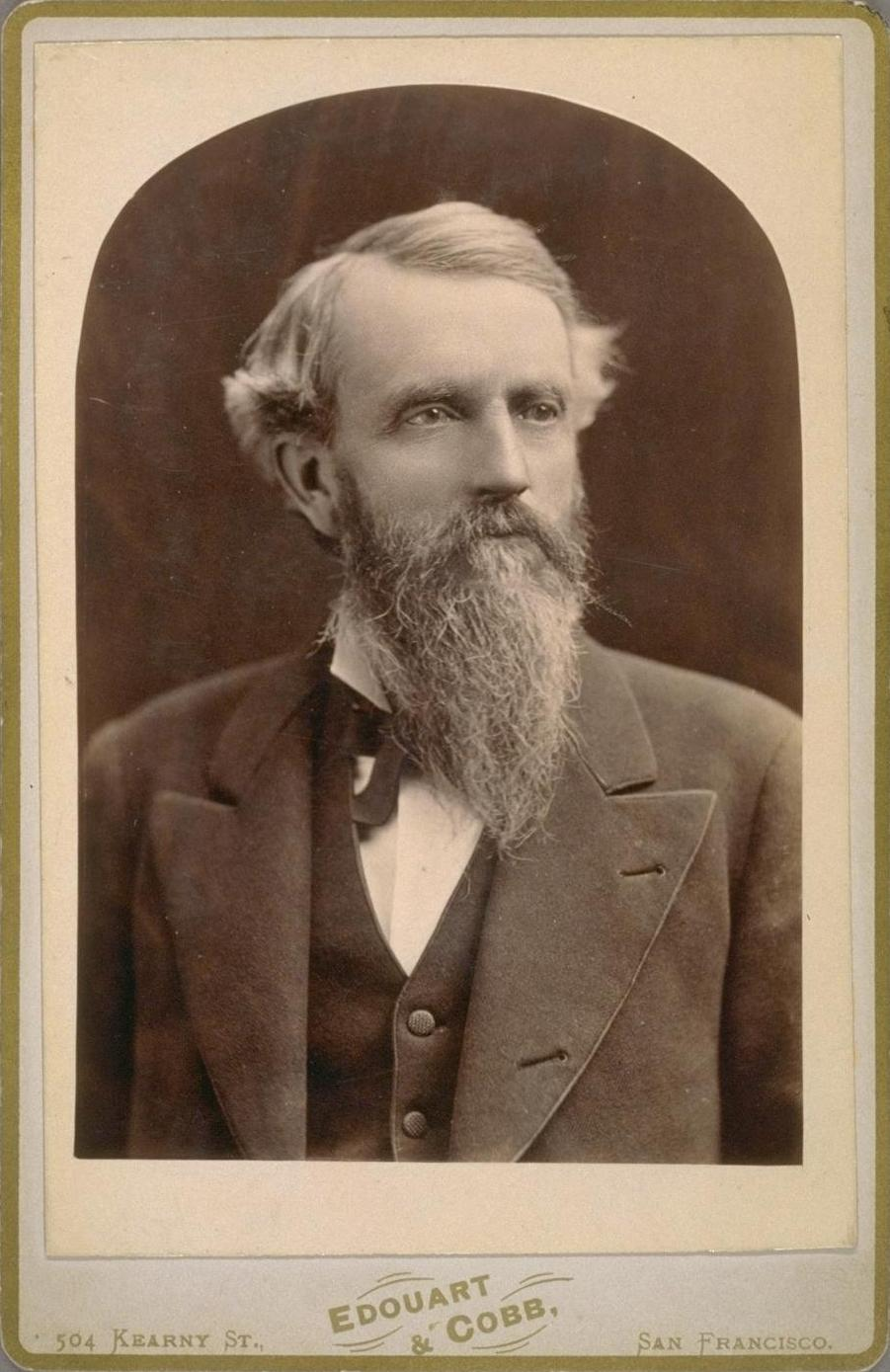
George Hearst

George Hearst (* 3. September 1820 in Sullivan, Missouri; † 28. Februar 1891 in Washington, D.C.) war ein US-amerikanischer Bergbauunternehmer und Politiker (Demokratische Partei).

## Leben
Hearst wurde im September 1820 in Sullivan geboren. Während und nach dem kalifornischen Goldrausch arbeitete er als Prospektor und Ladenbesitzer. Als Vorstand von Hearst, Haggin, Tevis and Co. erwarb er Anteile an Minen, die die Firma in der Folge zur größten Bergbaugesellschaft der Vereinigten Staaten machen sollten. Am 29. April 1863 heiratete er die 19-jährige Phoebe Apperson. Aus der Verbindung ging ein Sohn hervor, der spätere Medien-Tycoon William Randolph Hearst. George Hearst selbst stieg wie später sein Sohn ins Zeitungsgeschäft ein und wurde Besitzer des San Francisco Examiner.
Von 1865 bis 1866 gehörte er als Abgeordneter für San Francisco der California State Assembly an. Seine Kandidatur als Demokrat für das Amt des Gouverneurs von Kalifornien im Jahr 1882 verlief erfolglos.
Nach dem Tod von US-Senator John Franklin Miller am 8. März 1886 rückte Hearst für diesen in den Kongress nach und hatte dieses Mandat vom 23. März bis zum 4. August 1886 inne, ehe ihn der bei der Nachwahl siegreiche Abram P. Williams ablöste. Er wurde für die Demokraten aber bereits 1887 regulär wieder in das Amt gewählt und gehörte dem Senat vom 4. März 1887 bis zu seinem Tod am 28. Februar 1891 an. Sein Grab befindet sich auf dem Cypress Lawn Memorial Park in Colma.